# Кам'яниця Якубшольцівська
Кам'яниця Якубшольцівська — будинок № 25 площі Ринок у Львові (Україна). Пам'ятка архітектури і містобудування національного значення. Охоронний № 326/23.

## Історія
У джерелах згадка про будинок вперше зустрічається у XVI ст. Спочатку він належав доктору права Миколаю Ґелязінусу (Gelasinus), пізніше його придбав райця та будівничий Якуб Шольц. З того часу (поч. XVII ст.) за кам'яницею закріпилася назва «Якубшольцівська». Під цією назвою вона подана на плані середмістя з 1767 р. Із 1752 р. в партері будинку розташовувалася друкарня. Разом з друкарнею 1758 р. кам'яницю придбав друкар і гравер Іван Филипович.
У середині ХІХ ст. вона належала книгареві Янові Міліковському (Milikowski). 1873 р. в будинку здійснена кардинальна реконструкція: надбудований четвертий поверх, фасад набув вигляду, наближеного до сучасного. Автор проекту цієї реконструкції — Едмунд Келер. Наступні перебудови датуються 1893, 1904 та 1912 рр. Балкон з консолями і лев'ячими маскаронами, правдоподібно, зберігся з 1770 р.
На сьогодні об'єкт має статус міської комунальної власності (власник — територіальна громада м. Львова в особі Львівської міської ради). Приміщення в партері перебуває у користуванні громадського закладу харчування (кафе-бар «Білий лицар»).
Якубшольцівська кам'яниця є пам'яткою архітектури і містобудування національного значення (постанова № 970 Ради Міністрів Української ССР від 24 серпня 1963 року). Охоронний № 326/23.

## Архітектура
Цегляний, перший поверх облицьований каменем, інші оштукатурені, витягнутий у плані, чотириповерховий. У світлиці першого поверху збереглися готичні склепіння, відкриті при реставрації 30-х років XX ст. Цікавим декоративним елементом є левові голови на консолях балкона.